# Juan Carlos Onganía
Juan Carlos Onganía (Marcos Paz (Argentinië), 17 maart 1914 – Buenos Aires 8 juni 1995) was de de facto president van  Argentinië van 29 juni 1966 tot 8 juni 1970.
Onganía kwam aan de macht als dictator na een staatsgreep waarbij president Illia afgezet werd. Deze beginperiode werd de Argentijnse Revolutie genoemd. Nadat zijn beloofde sociale en economische hervormingen maar traag op gang kwamen, kwam er steeds meer oppositie tegen zijn regime. In mei 1969 kwam het tot bloedige onlusten in Córdoba. Onganía verloor de steun van de militairen en werd op 9 juni 1970 afgezet in geruisloze coup door luitenant-generaal Lanusse.
- Biblioteca Nacional de España: XX6123059
- Bibliothèque nationale de France: cb11964031b (data)
- Gemeinsame Normdatei: 117612823X
- International Standard Name Identifier: 0000 0003 5681 9202
- Library of Congress Control Number: n81090455
- Nationale Bibliotheek van Israël: 987007278460305171
- Nederlandse Thesaurus van Auteursnamen: 182331954
- Système universitaire de documentation: 147450268
- Virtual International Authority File: 189806966
- WorldCat: E39PBJvRXQ66xWgM9pf38V6xjC